# 小貓賦格曲

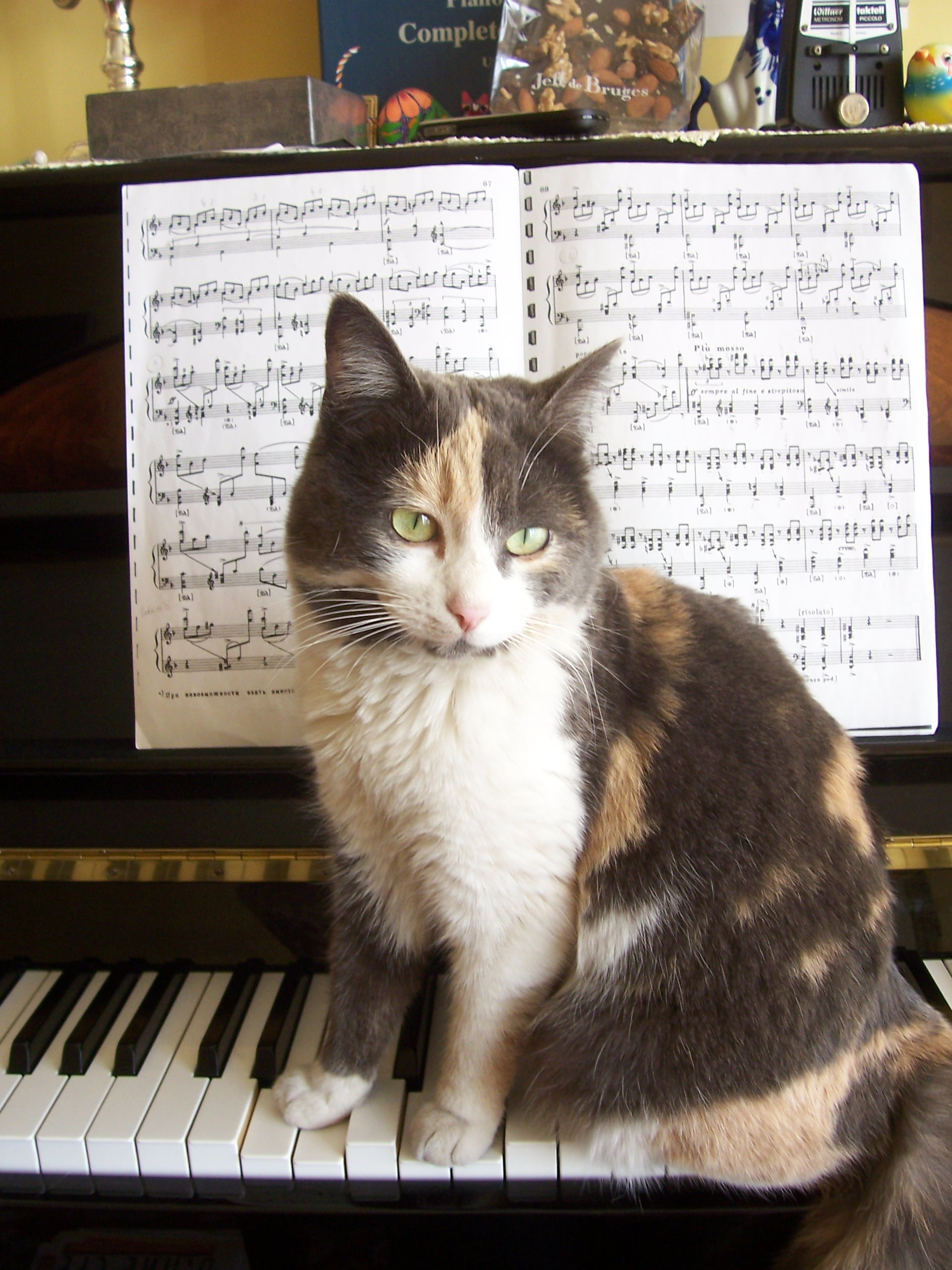
根據傳說，斯卡拉蒂因為他的貓普爾欽內拉（Pulcinella）在大鍵琴鍵盤上走動產生的聲音激發靈感，寫下了小貓賦格曲

義大利音樂家多梅尼科·斯卡拉蒂所寫的G小調賦格曲（Fugue in G minor，K. 30, L. 499）是一首獨奏的大鍵琴奏鸣曲，其別名為小貓賦格曲或是貓賦格。

## 別名的歷史

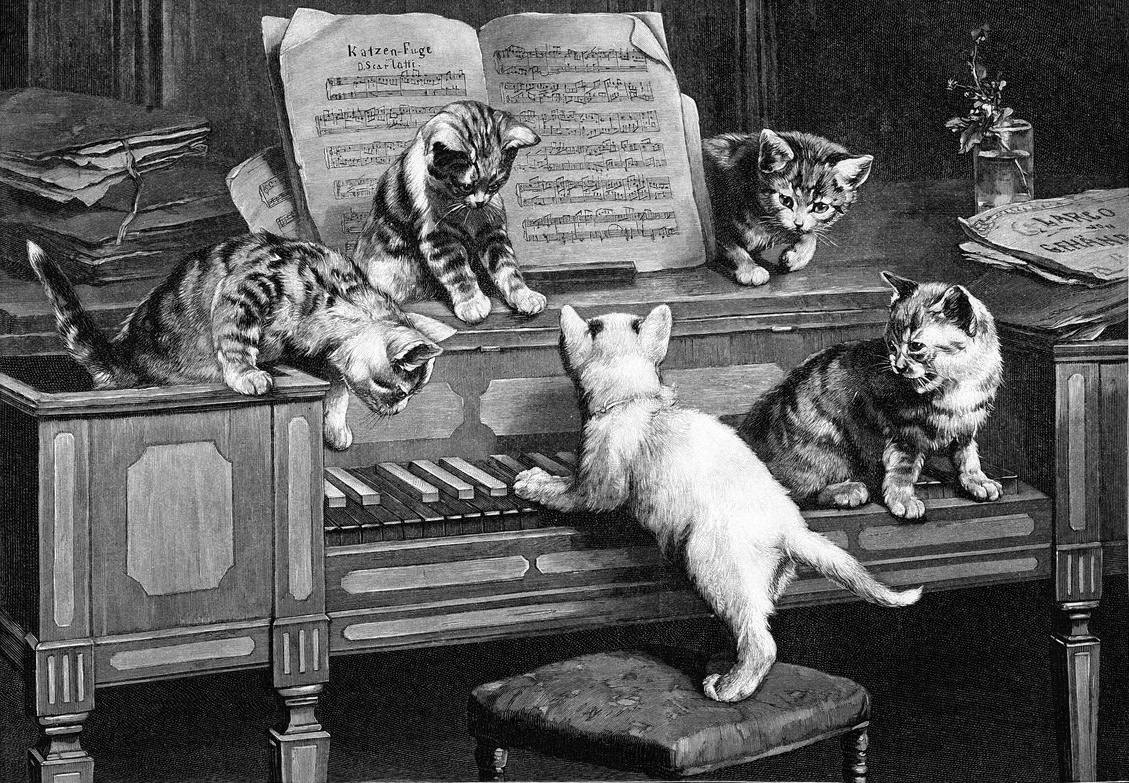
卡爾·里切特所作的《Katzenfuge》（雕刻，1870）

斯卡拉蒂本人从沒有用過“小猫赋格曲”來稱呼這首曲子。这一别名最早见于十九世紀初，出现在一個故事中，讲的是斯卡拉蒂创作这首賦格曲背后的特別乐想。故事中提到斯卡拉蒂有一隻名叫普爾欽內拉（Pulcinella）的貓，它因為對於大鍵琴的聲音很好奇，常常在大鍵琴的鍵盤上走動。
根據故事所述，在一次机缘巧合之下，斯卡拉蒂记录下了一只貓“即興表演”所演奏的旋律，用來作為一首賦格曲的主要動機：
這個別名被用在了十九世紀音樂會项目中，後來像穆齐奥·克莱门蒂、卡尔·车尔尼、亞歷山德羅·隆戈等音樂出版商也使用這個別名。

## 影響
小貓賦格曲在1739年於倫敦出版，也影響了一些其他人的作品。韩德尔以重新使用他自己的音樂以及「借用」別人的作品著名，他在1739年的九月及十月作出了第6號大協奏曲，其中第三樂章的第二動機中奇特的下行音讓人聯想起斯卡拉蒂的作品。
十九世紀早期的音樂理論家及作曲家安东·雷哈也知道這個作品，1803年在《36首赋格曲》中也針對相同的主題作了一首賦格曲：

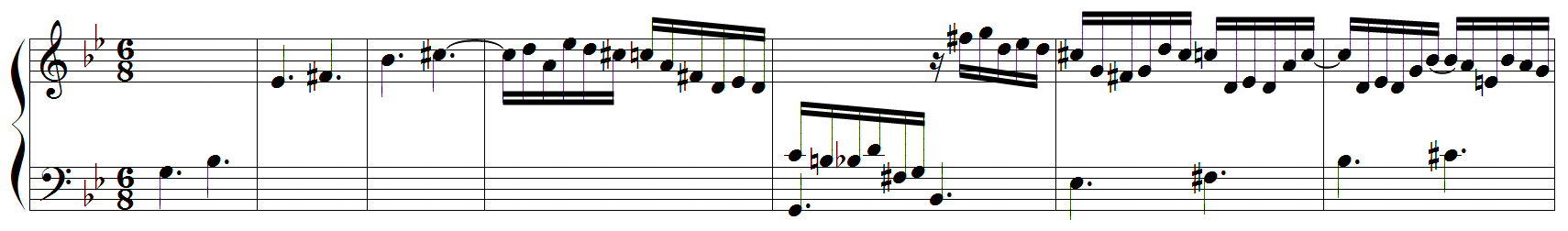
安东·雷哈, Fugue no. 9

汉斯·冯·彪罗曾為了為音樂會表演而重新編曲。

## 演奏
小貓賦格曲是十九世紀以來，很受歡迎的曲目之一。李斯特·费伦茨曾因為羅馬樂譜收藏家福爾圖納托·桑蒂尼的介紹，引進了這個曲目，並且加在他1840年代早期在柏林演奏的曲目中，伊格纳兹·莫谢莱斯也演奏過，兩個人都是使用《小貓賦格曲》這個名稱。

## 外部連結
- Cat Fugue：国际乐谱典藏计划上的乐谱
- MIDI recordings by John Sankey (The Cat fugue is K. 30) （页面存档备份，存于）